# دهستان میان‌آب شمالی
دهستان میان‌آب شمالی نام دهستانی در بخش میان‌آب شهرستان شوشتر، استان خوزستان در ایران است. براساس سرشماری مرکز آمار ایران در سال ۱۳۸۵، جمعیت آن ۲۲۳۴۱ نفر (۴۲۸۵ خانوار) بوده‌است.